# Солнечное затмение 22 сентября 1968 года
Солнечное затмение 22 сентября 1968 года — полное солнечное затмение, когда Луна находилась между Землёй и Солнцем.
Затмение произошло над Уральским регионом Советского Союза (РСФСР, северный и восточный Казахстан) и Синьцзян-Уйгурским районом Китая. Область наилучшей видимости попадала на приполярные и средние широты северного полушария.
Максимума затмение достигло в точке с координатами 56.2° северной широты, 64° восточной долготы, в максимуме продлилось 40 секунд, а ширина лунной тени на земной поверхности составила 104 километра. В момент наибольшей фазы направление на солнце (азимут) составлял 240°, а высота солнца над горизонтом - 19°. Средняя длина лунной тени равнялась 373320 км, а расстояние от Земли до Луны 22 сентября 1968 года было 369660 км. При этом видимый диаметр Луны в 1.0099 раз был больше видимого диаметра солнечного диска.